# ポーランドの世界遺産
ポーランドの世界遺産（ポーランドのせかいいさん）では、ポーランド国内にあるユネスコの世界遺産について説明する。

## 概要

### ポーランドと世界遺産
国際連合教育科学文化機関 (UNESCO、ユネスコ) の世界遺産は、1972年に制定された世界遺産条約に基づいて登録される。ポーランドは最初期の条約締結国の一つであり、1976年6月29日にこの条約を批准した。ポーランド国内では早くから遺産保護についての関心が高く、その専門家達は国際記念物遺跡会議の設立や世界遺産条約の起草に関与してきた。第二次世界大戦後のワルシャワにおける復興の経験もあり、ポーランドは遺産再建の分野では第一人者となっている。
また、ポーランドは1976年から1978年 (第1回、第2回世界遺産委員会
) 、2013年から2017年 (第38回〜第41回世界遺産委員会) にかけて、世界遺産委員会の委員国を務めた。この内、第1回と第40回では副議長国に、第2回では報告担当国に、第41回では議長国となっている。なお、第41回世界遺産委員会はクラクフで開催された。

### 世界遺産の登録状況
2021年現在、ポーランドには17件の世界遺産があり、このうち15件は文化遺産、2つは自然遺産である。最初の登録は1978年のクラクフ歴史地区とヴィエリチカ岩塩坑の2件、最新の登録は2019年のクシェミオンキの先史時代の縞状燧石採掘地域である。これら世界遺産の内、ビャウォヴィエジャの森 (ベラルーシと共有) 、ポーランドとウクライナのカルパティア地方の木造教会群 (ウクライナと共有) 、ムスカウアー公園/ムジャコフスキ公園 (ドイツと共有) 、カルパティア山脈とヨーロッパ各地の古代及び原生ブナ林 (ほか17か国と共有) の4つの遺産は国境を越える遺産である。また、2021年現在、5つの遺産が暫定リストに登録されている。

## 世界遺産
ある遺産が世界遺産に登録されるには、その遺産が顕著な普遍的価値を持ち、かつ10の評価基準の内の少なくとも1つを満たす必要がある。評価基準の内、(i) から (vi) は文化遺産基準、(vii) から (x) は自然遺産基準である。　　　　 
| 名称 | 画像                                               | 位置 (県名)                         | 登録年 | IDと登録基準                        | 説明 |
| --- | -------------------------------------------------- | ----------------------------------- | ------ | ----------------------------------- | --- |
| クラクフ歴史地区 英: Historic Centre of Kraków | 上空から見たクラクフの中央広場                     | マウォポルスカ県                    | 1978年 | 29bis、 (iv) 、文化遺産             | 1257年に創建されたクラクフはポーランドの古都である。その歴史地区には、クラクフの中世の街並、ヴァヴェルの丘の建物群 (王宮とポーランド王の霊廟となってきたヴァヴェル大聖堂がある) 、カトリックとユダヤ教徒の街カジミエシュ (ストラドム郊外を含む) という調和のとれた三つの地区がある。工芸と美術の街クラクフは東洋と西洋の出会う場所でもあった。都市は高水準の保全がなされており、初期のロマネスク時代からモダニストの時代までの様式が見られる。2010年には登録範囲の軽微な変更が行われている。 |
| ヴィエリチカ・ボフニア王立岩塩坑 英: Wieliczka and Bochnia Royal Salt Mines | 地下ホール                                         | マウォポルスカ県                    | 1978年 | 32ter、(iv) 、文化遺産              | ヴィエリチカ、ボフニアの周辺地域には岩塩が埋蔵されており、13世紀から採掘が行われてきた。何百キロメートルにもわたる両鉱山の坑道内には塩でできた彫刻や地下礼拝堂などの芸術作品がある。鉱山は13世紀から20世紀のヨーロッパにおける採掘技術の発達の様子を示している。まず、1978年、ヴィエリチカ鉱山が単独で登録された。11年後、湿気が彫刻を脅かしていたため、危機遺産のリストに追加された。保全のため、鉱山内に効率的な脱湿装置の導入が行われ、1998年、危機遺産から除外された。2008年には登録範囲の軽微な変更が行われた。2013年にはボフニア鉱山が追加されている。                                                  |
| アウシュヴィッツ・ビルケナウ ナチス・ドイツの強制絶滅収容所 (1940年–1945年) 英: Auschwitz Birkenau German Nazi Concentration and Extermination Camp (1940–1945)                        | 赤いブロックでできた正門。門内に線路が伸びている。 | マウォポルスカ県                    | 1979年 | 31、 (vi) 、文化遺産                | アウシュヴィッツは、第二次世界大戦中、ナチス・ドイツによってナチス・ドイツにより併合されたポーランド領に建設・運営された強制、絶滅収容所網の一つである。この収容所はナチスの強制収容所では最大規模のものであった。世界遺産にはアウシュヴィッツ第一強制収容所（基幹収容所）、アウシュヴィッツ第二強制収容所＝ビルケナウ (絶滅収容所) 、収容者の集団墓地が登録されている。この遺産は元々「アウシュヴィッツ強制収容所」として登録されていたものの、ポーランド側の要望によりタイトルを「アウシュヴィッツ＝ビルケナウ」、サブタイトルを「ナチス・ドイツの強制絶滅収容所（1940年–1945年）」として、改名されている。 |
| ビャウォヴィエジャの森 英: Białowieża Forest* | 草を食む3頭のヨーロッパバイソン                    | ポドラシェ県                        | 1979年 | 33、(ix) (x) 、自然遺産             | ビャウォヴィエジャの森はポーランドとベラルーシの国境に位置する大森林群であり、広範囲にわたって原生林が存在する。森は中部ヨーロッパ混交林陸域エコリージョンの一例であり、湿性草地、河谷、湿地などの森林以外の生息地も存在する。この地域には最大の野生のヨーロッパバイソンの個体群、及びオオカミ、オオヤマネコ、カワウソなどが生息している。1979年、ポーランド側の地域がまず初めに登録された。ベラルーシ側の地域である「ベラヴェジュスカヤ・プーシシャ」は1992年に登録された。2014年には拡大登録が行われている。                                                                                                |
| ワルシャワ歴史地区 英: Historic Centre of Warsaw | 市場の背後に色とりどりの家が立ち並ぶ。             | マゾフシェ県                        | 1980年 | 30、(ii) (vi) 、文化遺産            | ポーランドの首都、ワルシャワは1944年のワルシャワ蜂起の際、ドイツ軍によって破壊された。歴史地区の85パーセント以上が灰燼に帰した。戦後、5年間の再建計画により、旧市街地は綿密に復元された。1960年代の半ばまで再建は続き、ワルシャワ王宮 (1984年には観光客に開放された) の復元によって終了した。 |
| ザモシチ旧市街 英: Old City of Zamość | 色とりどりの家が立ち並ぶ。                         | ルブリン県                          | 1992年 | 564、(iv) 、文化遺産                | ザモシチは16世紀にヤン・ザモイスキにより創建された。パドヴァ出身のベルナルド・モランドによって設計されたこの街は、後期ルネサンス期の街の傑出した一例である。当時の街並みが保存されており、要塞などの建築物に中部ヨーロッパとイタリアの建築様式の融合が見られる。 |
| マルボルクのドイツ騎士団の城 英: Castle of the Teutonic Order in Malbork | 赤レンガでできた城を望む。                         | ポモージェ県                        | 1997年 | 847、(ii) (iii) (iv) 、文化遺産     | マルボルク城はドイツ騎士団により築城され、1309年に騎士団の本拠地がベニスからマルボルクに移ると、大幅に増築された。この城はブリック・ゴシック様式の中世の城の好例である。城は第二次世界大戦により激しい被害を受けたものの、以前の修復時の詳細な記録を元に再建されている。 |
| 中世都市トルニ 英: Medieval Town of Toruń | 市街地                                             | クヤヴィ＝ポモージェ県              | 1997年 | 835、(ii) 、(iv) 、文化遺産         | トルンは中世ヨーロッパにおいて貿易・政治の中心地として栄えた。街にはニコラウス·コペルニクスの生家やトルン城などの中世の建築物が見られる。当時の街並みがほぼ完全に残されており、中世の生活様式を窺うことができる。 |
| カルヴァリア・ゼブジトフスカ：マニエリスム様式の建築と公園の景観複合体と巡礼公園 英: Kalwaria Zebrzydowska: the Mannerist Architectural and Park Landscape Complex and Pilgrimage Park | 白い壁でできた教会                                 | マウォポルスカ県                    | 1999年 | 905、(ii) 、(iv) 、文化遺産         | カルヴァリア・ゼブジトフスカは、ミコワイ・ゼブジドフスキによって造られたポーランド初の大規模なカルヴァリーである。自然の情景を活かしてキリストの受難が表現されており、優れた文化的景観を生んでいる。現在も (登録時) このカルヴァリーには、何千人もの巡礼者が訪れる。 |
| ヤヴォルとシフィドニツァの平和教会群 英: Churches of Peace in Jawor and Świdnica | 木造の教会                                         | ドルヌィ・シロンスク県              | 2001年 | 1054、(ii) 、(iv) 、(vi) 、文化遺産 | ヤヴォルとシフィドニツァの平和教会群の建設は、1648年のウェストファリア条約に由来する。この平和条約によって、カトリックの神聖ローマ帝国皇帝フェルディナント3世の直轄地であるシレジアでは、人口の大半を占めていた福音派の教会が事実上消滅した。しかし、スウェーデンの外交的介入によって、3つのみ教会を建設することが許可されたのである。ヤヴォルの教会は1654年から1655年にかけて、シフィドニツァの教会は1656年から1657年にかけて建設された。なお、3つ目の教会は1652年にグウォグフに建設されたものの、100年後に焼失している。                                                                                    |
| マウォポルスカ南部の木造教会群 英: Wooden Churches of Southern Małopolska | 木造の教会                                         | マウォポルスカ県                    | 2003年 | 1053、(iii) 、(iv) 、文化遺産       | ビナロヴァ、ブリズネ、デンブノ・ポドハラニスキェ、ハチュフ、リプニツァ・ムロヴァナ、センコヴァにある6つの教会は、この地域で最も保存状態が良く、かつ最古のゴシック様式の木造教会である。貴族の出資によって建てられたこれらの教会には、豪華な装飾が施されており、中世のギルドの育んだ伝統と技術が見られる。 |
| ムスカウアー公園/ムジャコフスキ公園 英: Muskauer Park / Park Mużakowski* | 城と池                                             | ルブシュ県                          | 2004年 | 1127、(i) 、(iv) 、文化遺産         | ムジャコフスキ公園 (ムスカウアー公園) は、ヘルマン・フォン・ピュックラー＝ムスカウによって1815年から1844年にかけて造園された。公園は周囲の景観と調和するように造られており、学問としてのランドスケープ建築の発展に大きな影響を与えた。公園はポーランドとドイツの国境に位置し、両国によって共同管理がなされている。 |
| ヴロツワフの百周年記念ホール 英: Centennial Hall in Wrocław | 巨大なコンクリートのドーム                         | ドルヌィ・シロンスク県              | 2006年 | 1165、(i) 、(ii) 、(iv) 、文化遺産  | 百周年記念ホールは、建築家のマックス・ベルクによって設計、1911年から1913年にかけて建設された。初期のモダニズム建築であるこのホールは、建設当時世界最大の鉄筋コンクリート製のドームであり、近代建築の歴史において重要な分水嶺となった。ホールは最大1万人まで収容することができ、近代的なレクリエーション建築としても卓逸した一例である。 |
| ポーランドとウクライナのカルパティア地方の木造教会群 英: Wooden Tserkvas of the Carpathian Region in Poland and Ukraine*                                                               | 木々に囲まれた木造の教会                           | マウォポルスカ県、 ポトカルパチェ県 | 2013年 | 1424、(iii) 、(iv) 、文化遺産       | カルパティア山脈に位置する16の教会群は、16世紀から19世紀にかけて建設された。これらの教会は、当時正教会の教会において主流であった建築様式に基づいて建てられつつも、その地域独自の文化的伝統が見られる。16の教会の内、8がポーランド側に、残りがウクライナ側に位置しており、国境を越える遺産となっている。写真はスモルニクの天使首聖ミハイル教会。 |
| タルノフスキェ・グルィの鉛・銀・亜鉛鉱山とその地下水利システム 英: Tarnowskie Góry Lead-Silver-Zinc Mine and its Underground Water Management System                                   | 鉱山の内部                                         | シロンスク県                        | 2017年 | 1539、(i) 、(ii) 、(iv) 、文化遺産  | タルノフスキェ・グルィの鉱山は、山岳地帯に位置するほとんどのヨーロッパの鉱山と比べて起伏の緩やかな台地に位置し、また出水量も多いことから、排水システムが発展した。現在 (登録時) も、この水管理システムは設計当時とほぼ同じように稼働しており、タルノフスキェ・グルィの住民に飲料水を供給している。 |
| クシェミオンキの先史時代の縞状燧石採掘地域 英: Krzemionki Prehistoric Striped Flint Mining Region                                                                                      | 採掘場内部                                         | マウォポルスカ県                    | 2019年 | 1599、(iii) 、(iv) 、文化遺産       | クシェミオンキは、新石器時代から青銅器時代にかけての (紀元前3900年から1600年頃) 4つの燧石採掘場の複合体である。これまで (登録時) に確認された中で最も大規模な先史時代の燧石採掘・加工システムの一つであり、先史時代の集落における生活や労働の様子が分かる。 |
| カルパティア山脈とヨーロッパ各地の古代及び原生ブナ林 英: Ancient and Primeval Beech Forests of the Carpathians and Other Regions of Europe*                                            |                                                    | ポトカルパチェ県                    | 2007年 | 1133、(ix)、自然遺産                | 2011年・2017年・2021年拡大（ポーランドのビェシュチャディ国立公園は2021年より）。これらの森林はヨーロッパブナの歴史と進化を示しており、ほか17カ国と共有。 |

## 暫定リスト
暫定リストは、加盟国によって世界遺産への推薦が検討されている遺産の一覧である。世界遺産への推薦にはまずこの暫定リストにその地点が登録されている必要がある。2021年現在、ポーランドでは5つの遺産が暫定リストに登録されている。
| 名称 | 画像                                         | 位置 (県名)            | 登録年 | 評価基準                  | 説明 |
| --- | -------------------------------------------- | ---------------------- | ------ | ------------------------- | --- |
| グダニスク—記憶と自由の街 英: Gdansk — Town of Memory and Freedom                                                      | グダニスクの臨海地区                         | ポモージェ県           | 2005年 | (ii) (iv) (vi) 、文化遺産 | グダニスクの街はヴェステルプラッテにおける第二次世界大戦における最初の戦闘やグダニスク造船所での「連帯」の結成などの、ヨーロッパの歴史上重要な出来事の舞台となってきた。また、グダニスクでは高い美術的価値を有するゴシック期やルネサンス期などの建築を見ることができる。 |
| アウグストゥフ運河 英: Augustow Canal*                                                                                 | アウグストゥフ運河。両側には木が植っている。 | ポドラシェ県           | 2006年 | 文化遺産                  | アウグストゥフ運河は1823年から1839年にかけて造られたヴィスワ川とネマン川を結ぶ運河である。この運河の開通により、領内を通過するポーランドとリトアニアの商品に高い関税を掛けていたプロイセン領を迂回することができるようになり、バルト海にあるラトビアの港とポーランド立憲王国とが結ばれた。運河は南東部がポーランドに、北西部がベラルーシに位置しており、国境を越える遺産となっている。 |
| ピェニヌィ山脈のドゥナイェツ川渓谷 英: The Dunajec River Gorge in the Pieniny Mountains                                | ドゥナイェツ川渓谷                           | マウォポルスカ県       | 2006年 | 自然遺産                  | ポーランド南部のピェニヌィ国立公園にあるドゥナイェツ川渓谷は、特有の地質・地形学的特徴を持っている。この地域には多くの固有種が生息しており、その生物多様性は高い。 |
| 近代都市グディニャ—計画都市構築の一例 英: Modernist Centre of Gdynia — the example of building an integrated community | グディニャの街                               | ポモージェ県           | 2019年 | (ii) (iv) (v) 、文化遺産  | 第一次世界大戦後、グダニスクは自由都市となり、ポーランド政府はグダニスクの港の権益を得ることができなくなった。新たな港の建設地として、当時人口1200人のグディニャの村が選定されると、村は急速に発展し、計画的な都市構築が行われた。1939年にはグディニャの人口は120000人に達し、新生ポーランドの近代化と海洋進出の象徴となった。                                                         |
| ドゥシュニキ＝ズドルイの製紙工場 英: Paper Mill in Duszniki-Zdrój                                                      | 製紙博物館の建物                             | ドルヌィ・シロンスク県 | 2019年 | (iii) (iv) 、文化遺産     | ドゥシュニキ＝ズドルイの製紙工場は、ヨーロッパで現存・稼働する最も古い製紙工場の一つである。16世紀に建造されたこの製紙工場は、17世紀には所有者に富と繁栄をもたらした。1968年、工場は博物館となり、現在 (推薦時) でも伝統的な手漉きの紙が作られている。 |